# Colomba (araldica)
In araldica la colomba, uccello caro a Venere e dai noti riferimenti evangelici, è simbolo di amore casto e puro, di pace coniugale, di animo semplice e buono e di dolcezza. La colomba è stata spesso assunta nello stemma da chi voleva esprimere gratitudine per essere stato salvato in una mischia.
Nell'araldica francese si trova frequentemente la cosiddetta colomba dello Spirito Santo (colombe du Saint-Esprit) rappresentata posta in palo e con le ali spiegate, vista dal dorso e volante verso la punta; talora questa colomba porta nel becco un ramoscello d'ulivo o la Santa Ampolla.

Di rosso, alla colomba d'argento (Distretto di Onsjö, Svezia)
Colomba con le ali spiegate (Eschen, Liechtenstein)
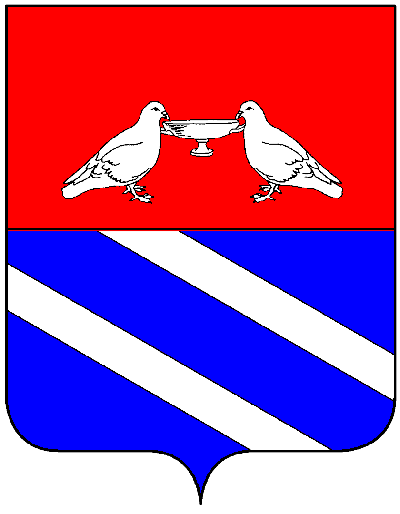
Due colombe affrontate (famiglia Bonvicini di Venezia)
Due colombe affrontate e volanti (Colombes, Francia)
Tre colombe d'argento (Saint-Germain-de-la-Grange, Francia)
D'azzurro, alla colomba d'argento tenente nel becco un ramoscello d'ulivo d'oro (stemma di Jean-Philippe Rameau)
D'azzurro, alla banda d'oro caricata da tre colombe al naturale (Saint-Michel-sur-Orge, Francia)
Colomba dello Spirito Santo d'oro (Rocquigny, Francia)